# Coelotrochus davegibbsi
Coelotrochus davegibbsi is een slakkensoort uit de familie van de Trochidae. De wetenschappelijke naam van de soort is voor het eerst geldig gepubliceerd in 1998 door B. A. Marshall.